# Bandvagn 202
Bandvagn 202/203 (Bv 202/203) — гусеничний зчленований всюдихід підвищеної прохідності, розроблений компанією Bolinder-Munktell, дочірньою компанією Volvo, для сухопутних військ Швеції на початку 1960-х років.

## Опис

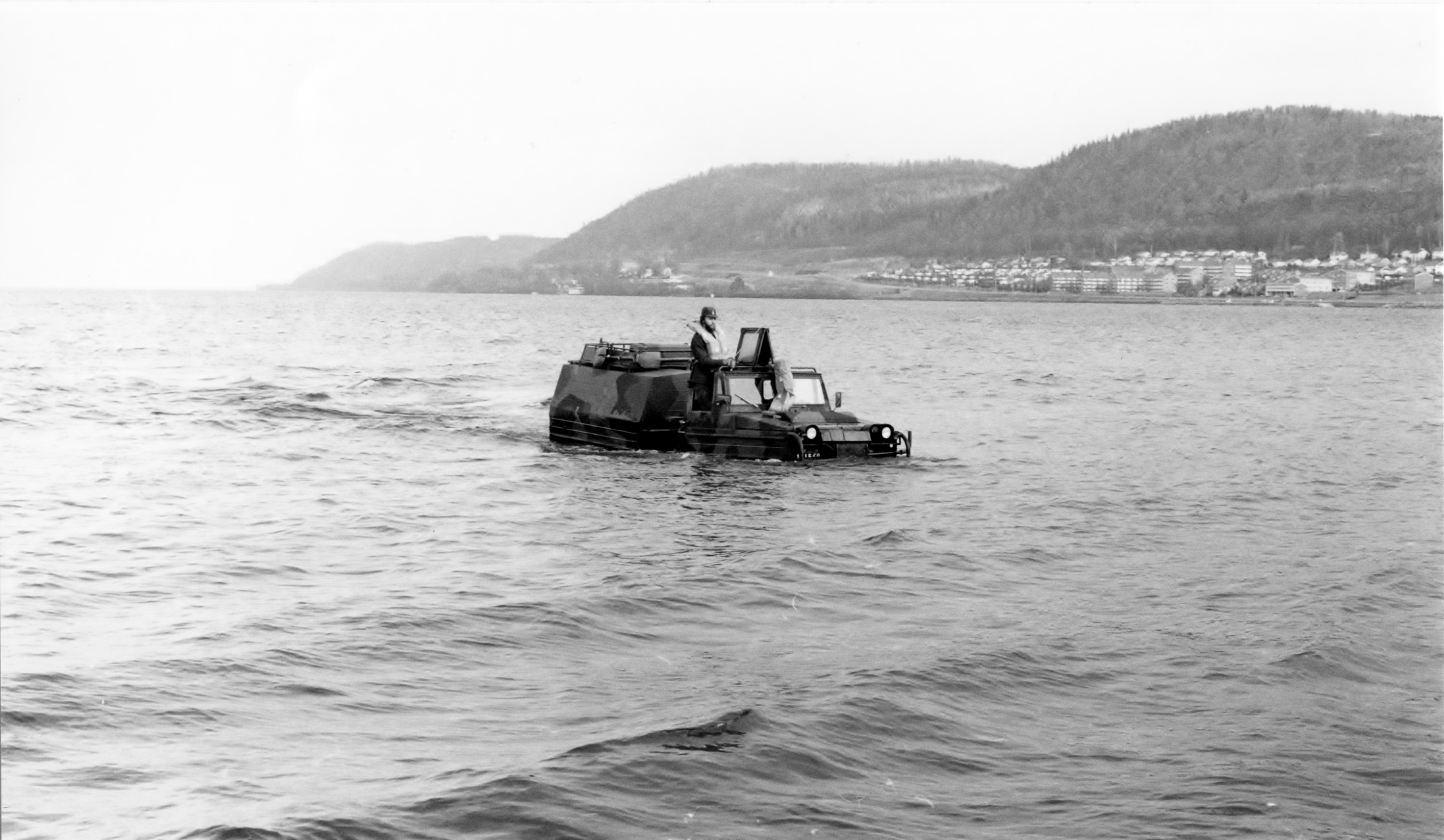
Bv 202 в амфібійному використанні

Транспортний засіб утворено двома гумовими гусеничними вузлами на підвісці Кегресса з різноспрямованим поворотом між ними. Передній блок містить двигун і коробку передач, через які потужність передається на передні, а через приводний вал у механізмі повороту — на задні гусениці. Гідроциліндр на шворні «згинає» транспортний засіб посередині, щоб керувати ним — відсутнє гальмування гусеничних одиниць для керування, як у звичайних гусеничних транспортних засобів. Органи керування — це звичайне кермо, розташоване ліворуч в передній частині автомобіля. Він може розвивати швидкість 35 км/год на суші та 7 км/год на воді.
Bv 202 перевозить водія та командира в передовій частині та до 8 військовослужбовців або 800 кг у причепі. Його можна адаптувати для інших застосувань.
Виробництво почалося в Арвіці в 1964 році та припинилося в 1981 році. З того часу наступником Bv 202 став Hägglunds Bandvagn 206.
Bv 202 був розроблений для транспортування військ і техніки через сніг або болотисті місцевості в північних районах Швеції. Останнім шведським підрозділом, який використовував цю машину, була кавалерія, яка виявила, що механічна коробка передач Bv 202 була набагато тихішою, ніж автоматична коробка передач Bv 206.
У підрозділах норвезької армії, які мали як Bv 202, так і Bv 206, використовували Bv 202 як першу машину, якщо снігові умови були складними. Bv 202 краще показав себе в умовах глибокого та/або складного снігу.
Mk1 Bv 202 оснащений двигуном Volvo B18 потужністю 82,5 к.с. (61,5 кВт), а MK2 — двигуном B20 потужністю 97 к.с. (72 кВт). Він створює менший тиск на ґрунт, ніж лижник, і є повністю амфібією.
Bv 202 використовувався силами НАТО і замінив стару шведську Snow Trac ST4 Over-snow Vehicle, яка використовувалася британською Королівською морською піхотою під керівництвом НАТО.

## Оператори

### Поточні оператори
- Канада — Невідома кількість.
- Нідерланди — Невідома кількість.
- Україна — 3 од. вживаних чеських всюдиходів у 2022 році закупив для Збройних Сил України волонтер. В Україні їх модернізували для евакуації поранених.[3]

За даними українських ЗМІ, планується модернізувати для потреб військових ще не менше 10-12 всюдиходів.

### Цивільні оператори
- Росія — не менше 27 колишніх вживаних норвезьких всюдиходів продали російській компанії для туристичного використання в районі Мурманська.[5]

### Колишні оператори
- Швеція — Замінили на більш сучасний Bandvagn 206/208.
- Чехословаччина — Закупили у Швеції декілька одиниць цивільних всюдиходів для гірських рятувальників. Але використовувалися армійською розвідкою.[6]
- Норвегія — Замінив застарілий M29 Weasel. Замінили на більш сучасний Bandvagn 206/208.
- Велика Британія — Замінив застарілий «ST4 Snow Trac Over-snow Vehicle». Замінили на більш сучасний Bandvagn 206/208.
- Фінляндія — Замінили на більш сучасний Bandvagn 206/208 та Sisu Nasu.

## Галерея

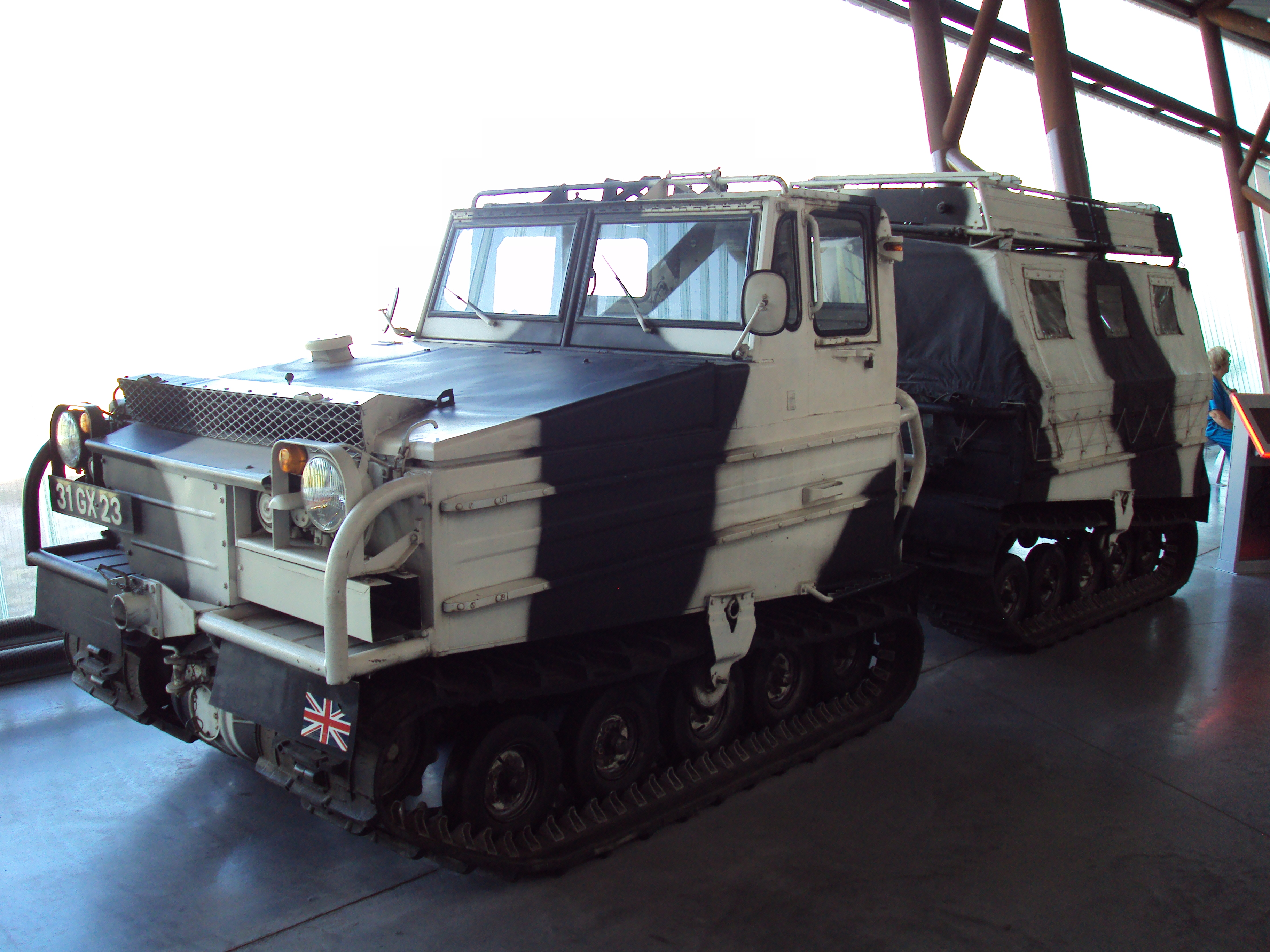
Volvo BM BV202.
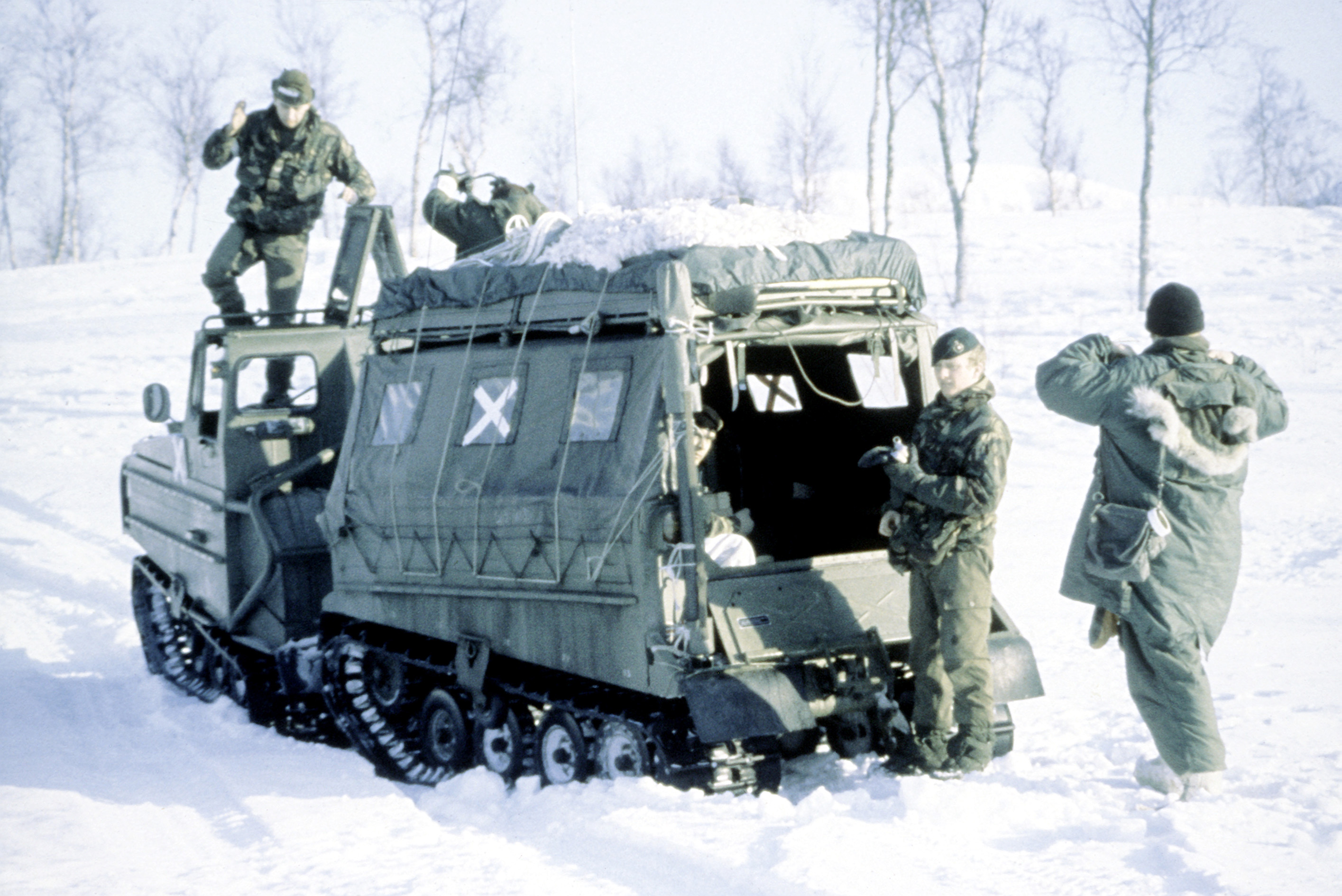
Volvo BM BV202NF1.
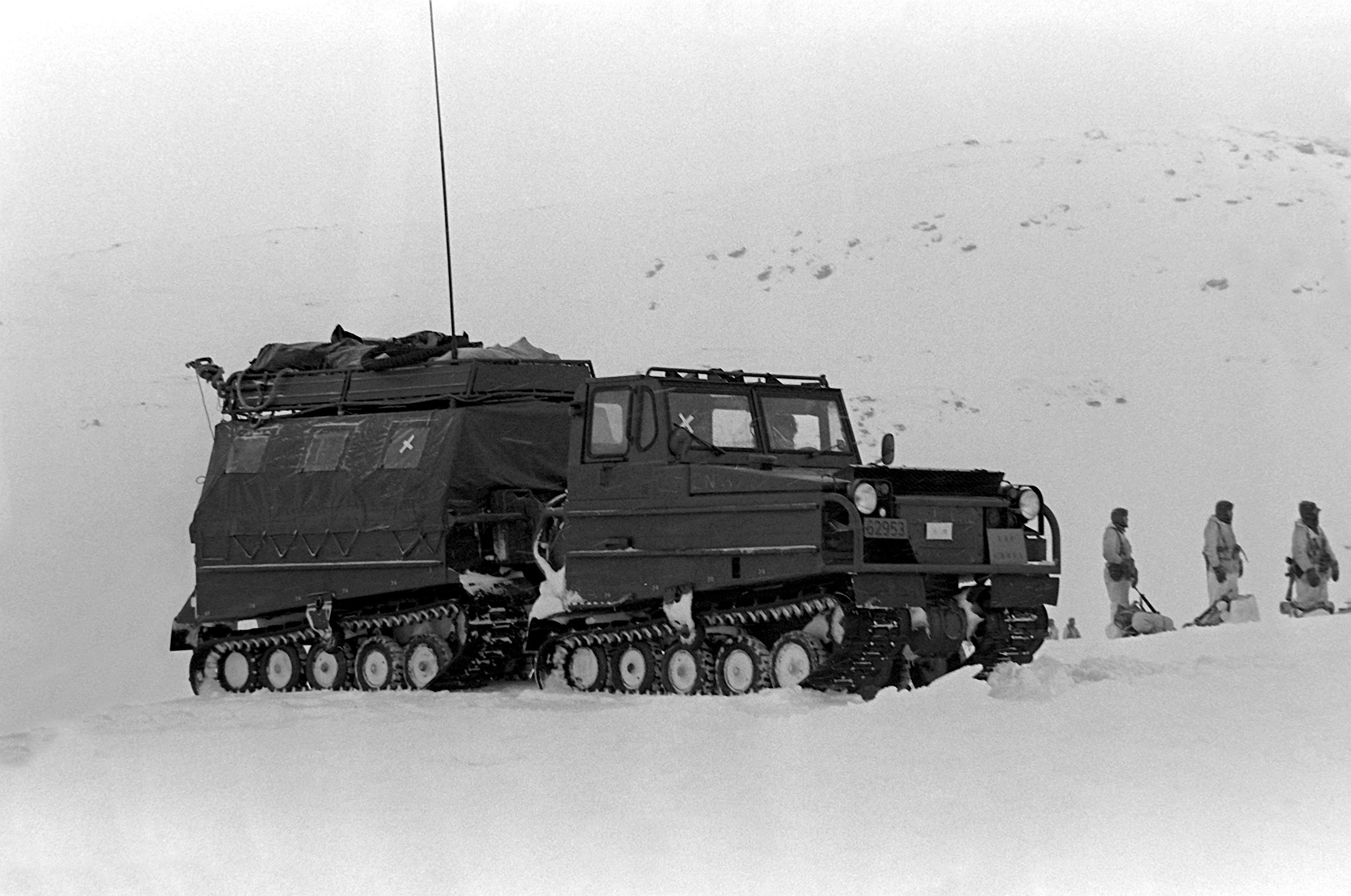
Volvo BM BV202NF1.
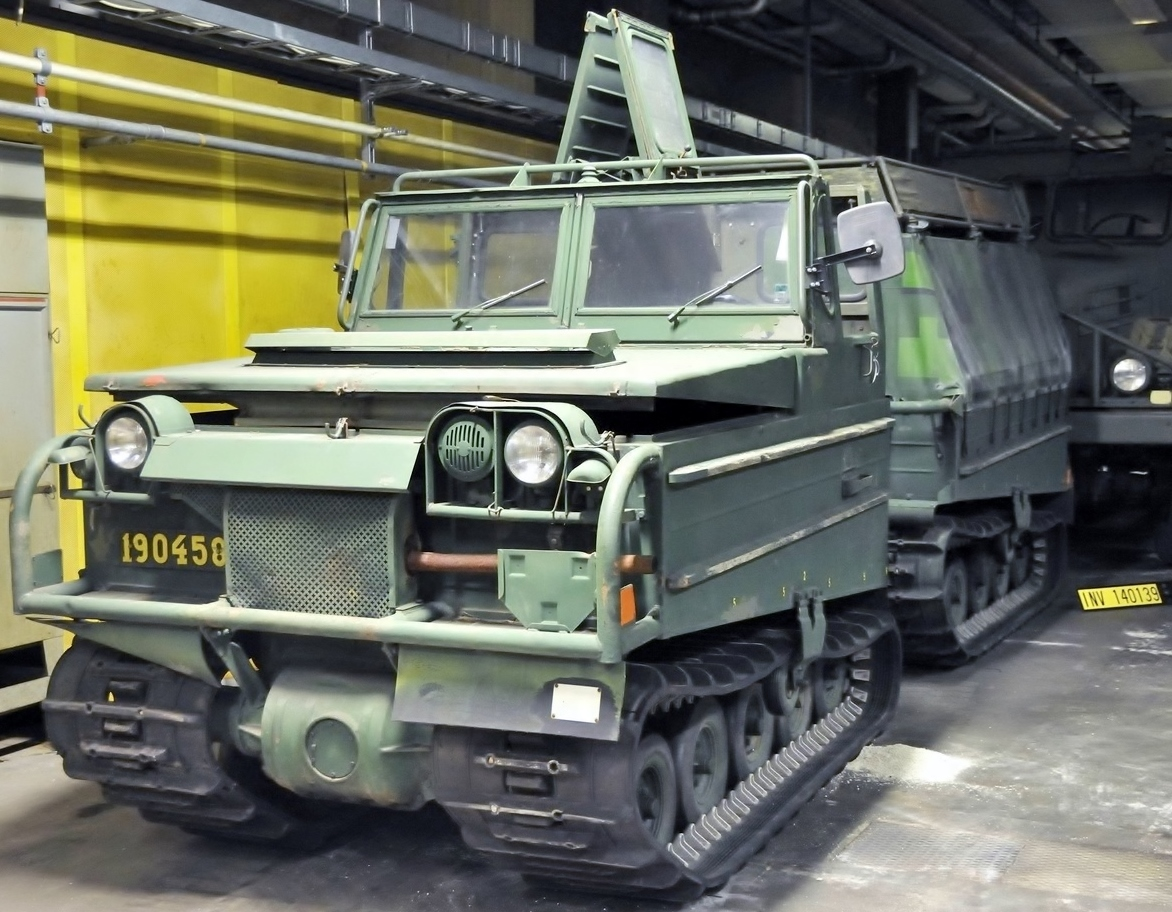
Bandvagn 202E MKII.
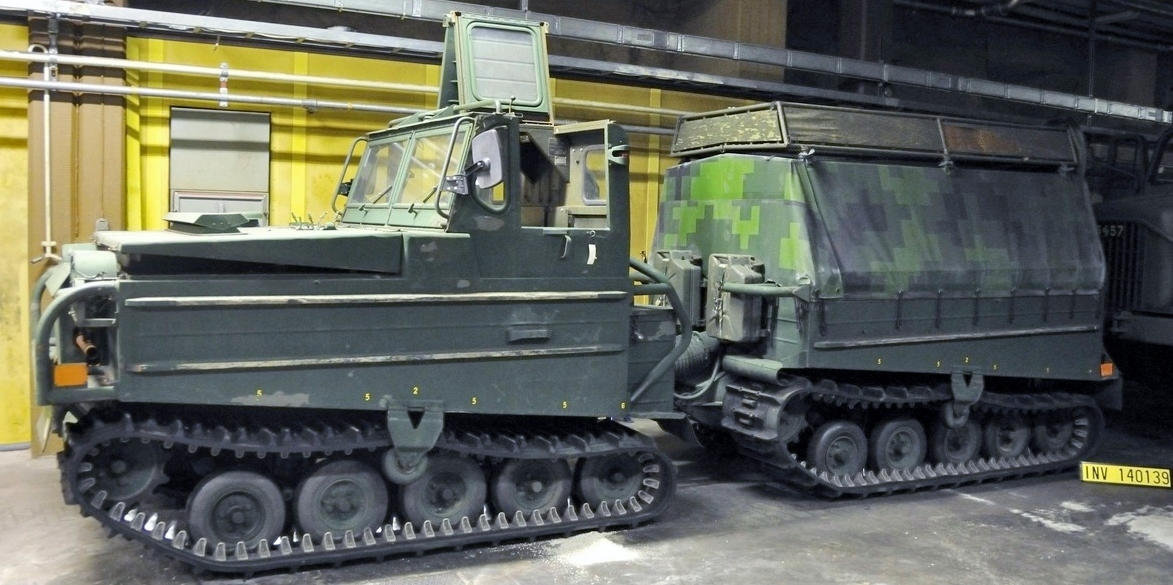
Bandvagn 202E MKII.
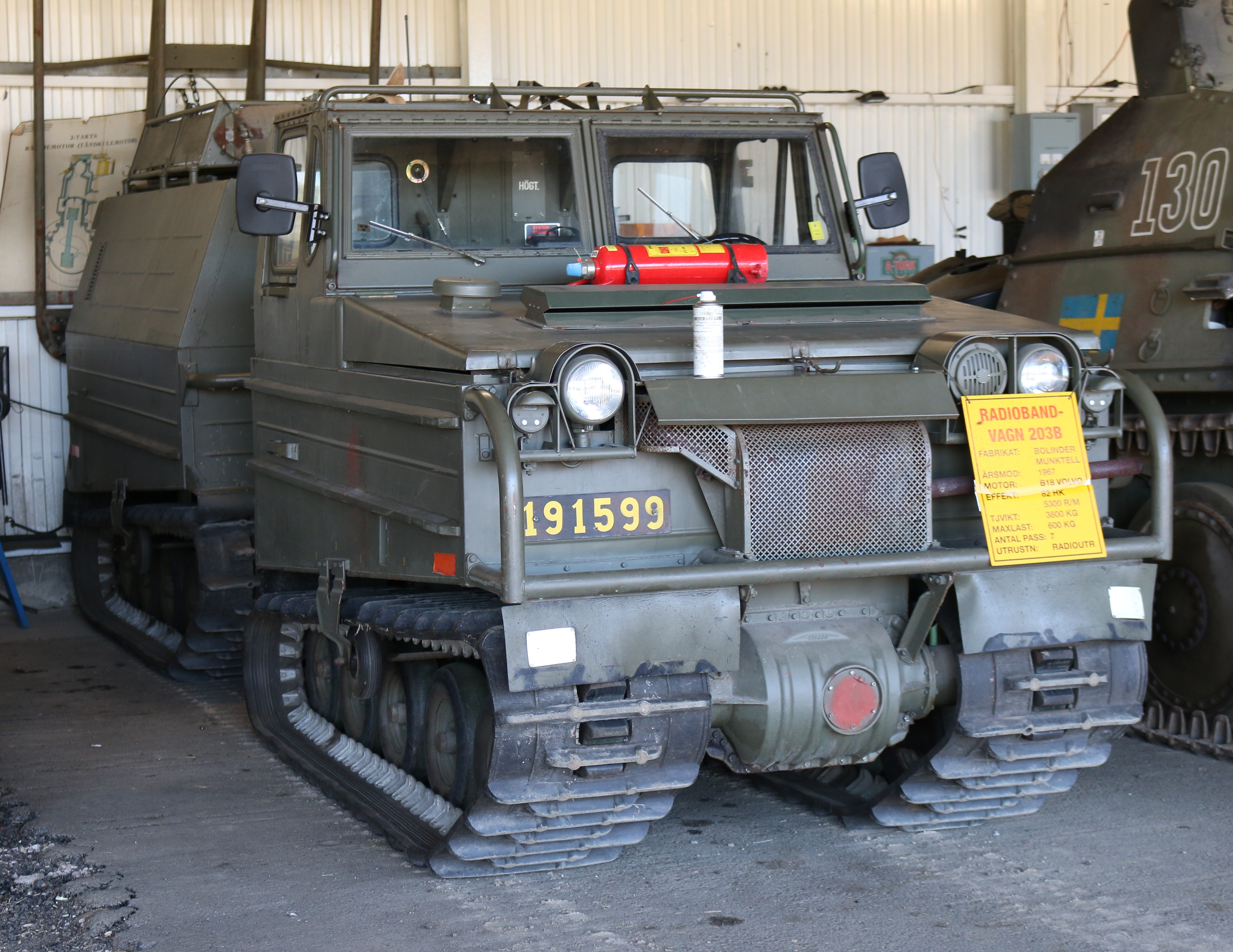
Radiobandvagn 203.
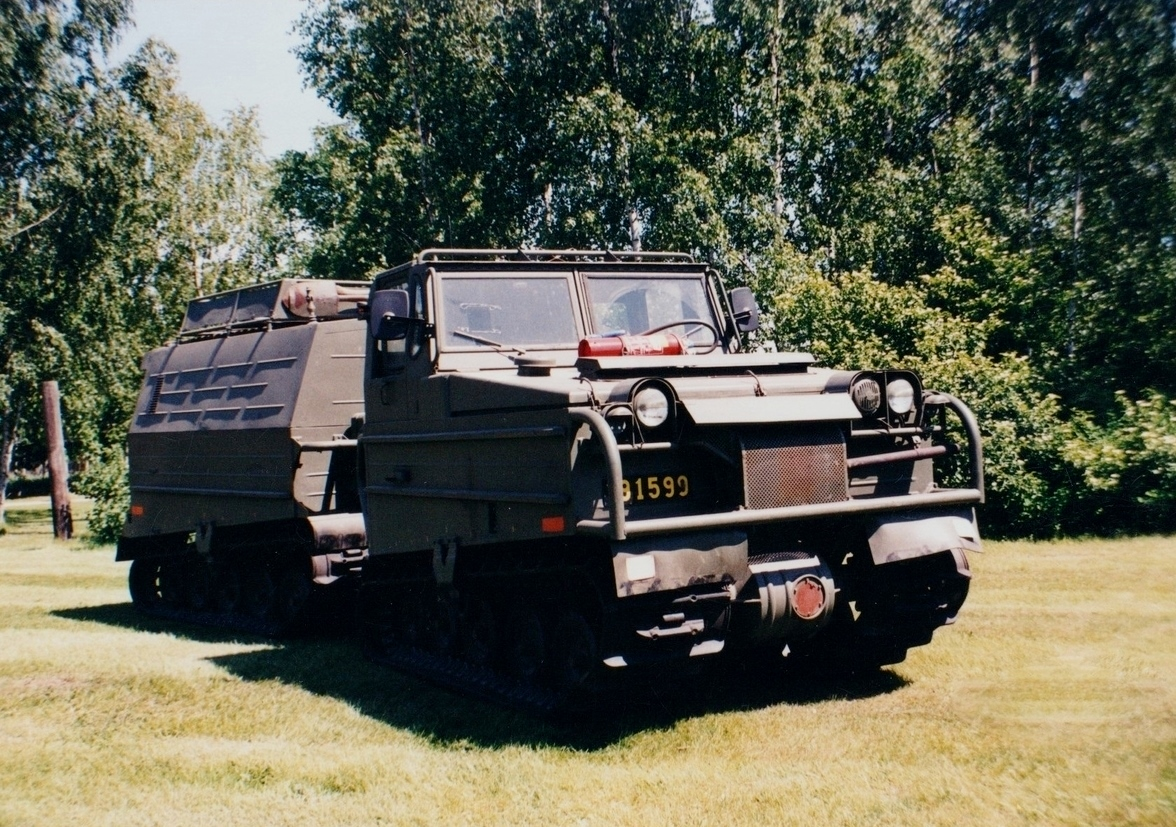
Radiobandvagn 203B.
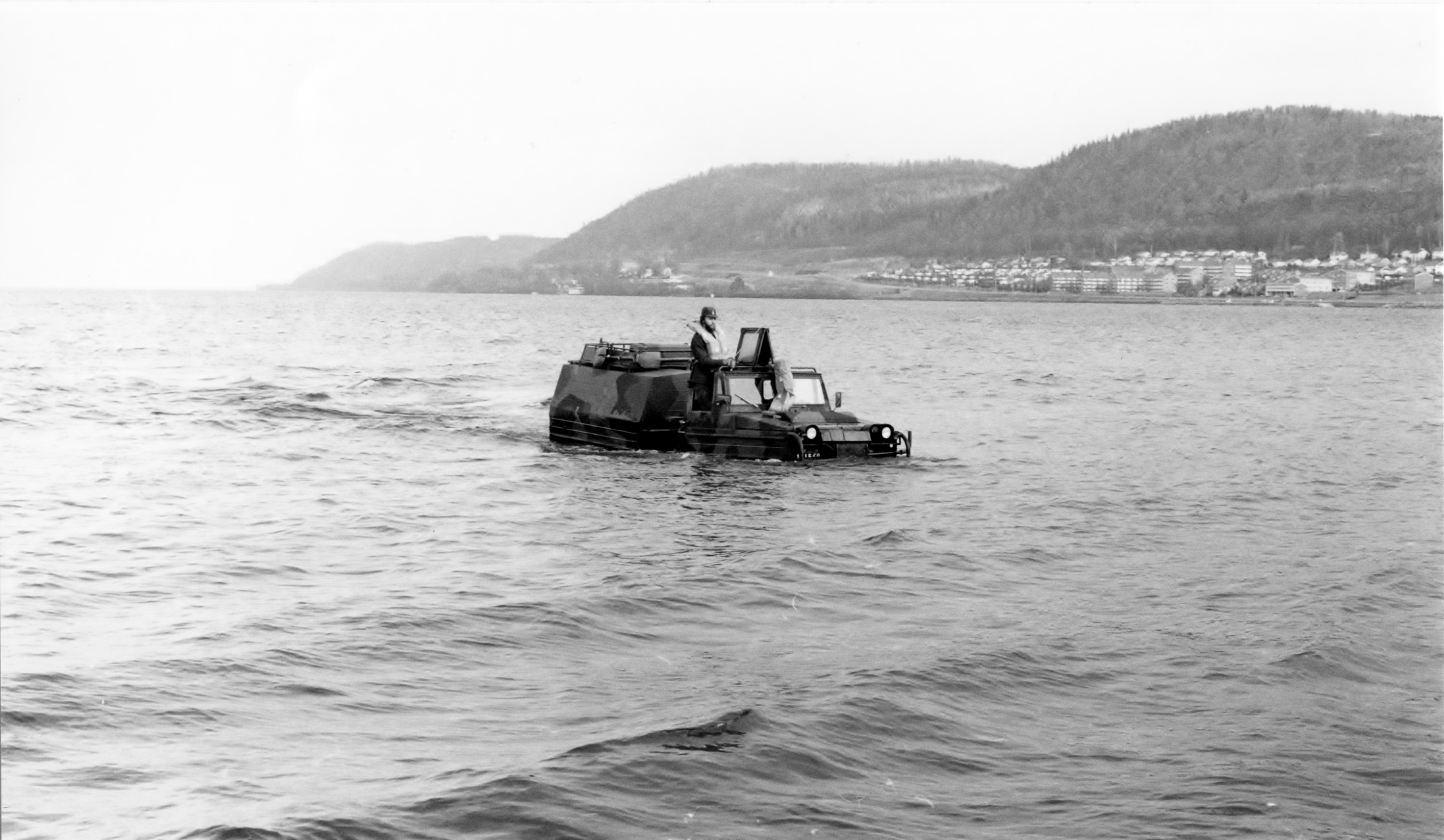
Radiobandvagn 203.
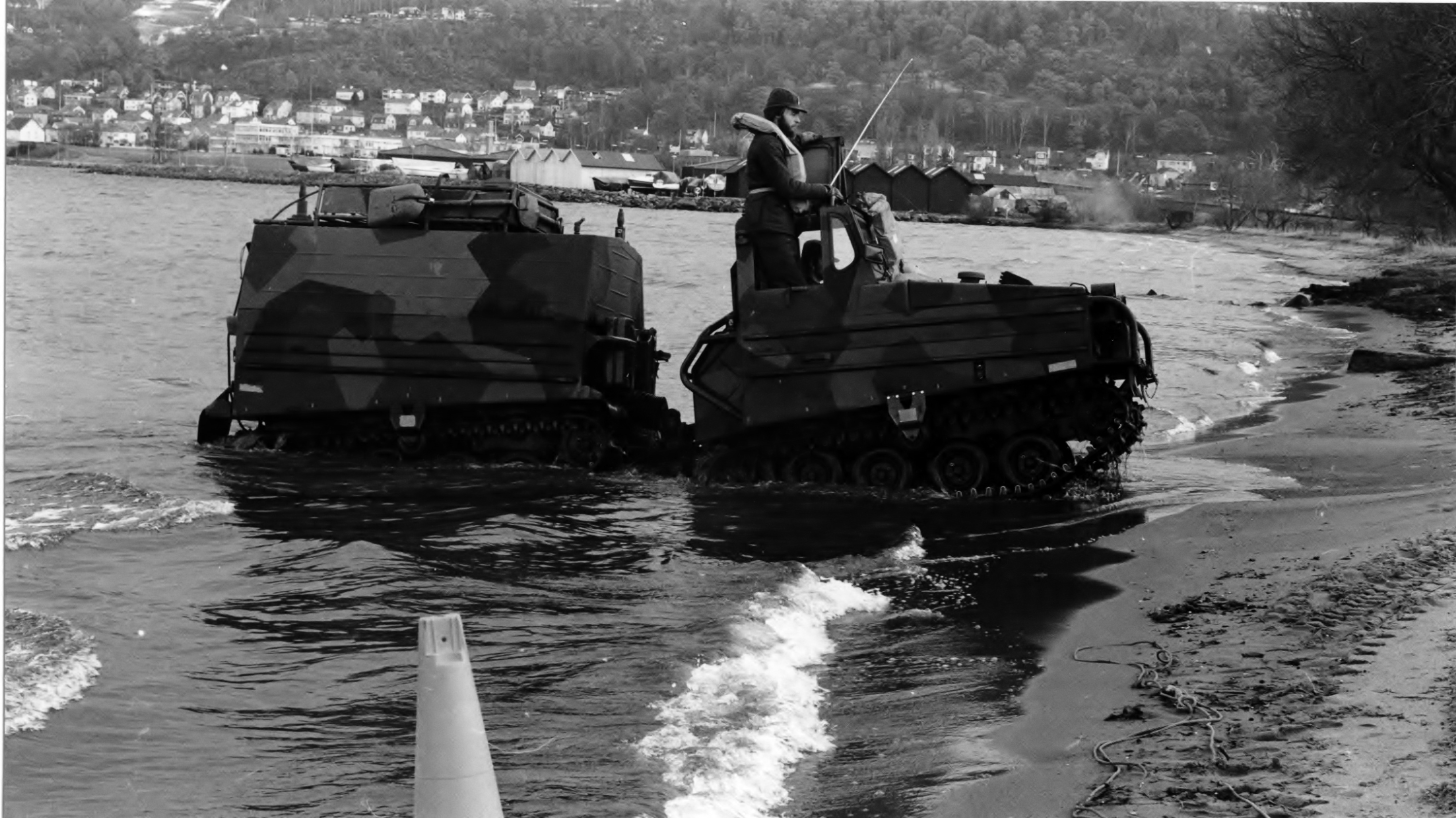
Radiobandvagn 203.
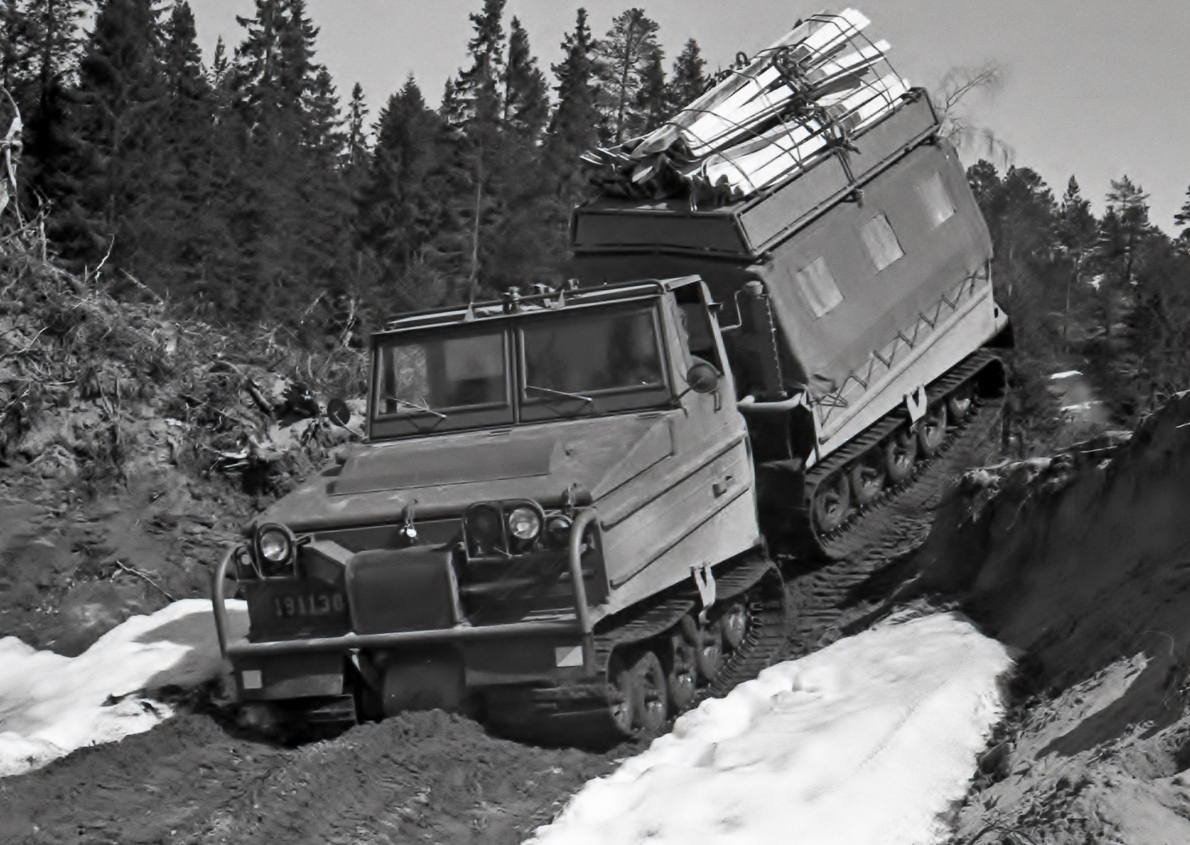
Bandvagn 202.